# Mars 1897

## Événements
- 4 mars : début de la présidence républicaine de William McKinley aux États-Unis (fin en 1901).

- 5 mars : début de la révolution conservatrice menée par Aparicio Saravia en Uruguay.

- 6 mars (Togo) : la capitale est transférée de Aného à Lomé[1].

- 22 mars : Emilio Aguinaldo devient le premier président de la république aux Philippines.

- 29 mars : une nouvelle loi établit l’étalon or au Japon. Il s’agit pour le gouvernement de compenser la dépréciation de l’argent, utilisé comme étalon jusqu’alors. À la fin du siècle, le Japon commence à entretenir des finances de grande puissance et doit faire face à une forte progression des dépenses militaires. Quatre emprunts seront émis pour couvrir les dépenses de la guerre contre la Chine.

## Naissances
- 13 mars : Marcel Thiry, écrivain belge d'expression française et militant wallon († 5 septembre 1977).
- 17 mars : Joë Bousquet, écrivain français.
- 19 mars : Joseph Darnand, figure majeure de la Collaboration française († 10 octobre 1945).
- 24 mars : Rosa Rein, doyenne de Suisse (111 ans en 2008).

## Décès
- 1er mars : Jules de Burlet, homme politique belge (° 10 avril 1844).
- 19 mars : Antoine d'Abbadie d'Arrast, savant et voyageur français (° 1810).